# Pranjić
Pranjić je hrvatsko prezime rasprostranjeno na teritoriju Hrvatske i BiH. U Republici Hrvatskoj danas živi oko tri tisuće nositelja tog prezimena u oko tisuću domaćinstava (107 prezime po brojnosti). Žive u svim hrvatskim županijama, a najviše ih je Zagrebu (500), Slavoniji, Rijeci (90) i Dalmaciji.

## Etimologija
Prezimena Pranjić i Pranić izvedena su patronimici, izvedeni od osobnih imena Franjo (Prano) i to na onim područjima gdje je glas "f" zamijenjen glasom "p" ili glasom "v".

## Podrijetlo i rasprostranjenost

### Bosna i Hercegovina
Na duvanjskom području, Pranjići su isprva zabilježeni u popisu fra Pavao Dragičevića iz 1741./42. kao Franići (Franich), ali se i tada vjerojatno prezime izgovaralo Pranić ili Pranjić, dok je revidirani upis zasluga popisivača. Danas na teritoriju Brišnika, Tomislavgrada i Kola živi 39 obitelji s ovim prezimenom.

### Dalmacija
Starina Pranjića (i Pranića) je duvanjsko selo Brišnik, odakle su se prvi Pranjići doselili na mućko područje, početkom 1687. godine, kada je Pavao Pranić dobio 15 kanapa zemlje, koja je do tada pripadala Tomi Bašiću.
U mletačkom zemljišniku iz 1709. u banderiji Marka Sučića rečenog Akrap u Bisku, na triljskom području, upisana je 6-člana obitelj Petra Pranića pok. Mije, a u popisu vjernika Splitske nadbiskupije iz 1725. godine u Bisku je upisana 4-člana obitelj Ivana Pranića.
U Alberghettijevom zemljišniku (1725. – 1729.) u Biskom je upisana obitelj rečenog Ivana Pranića, a u Košutama obitelji Miška Pranića i Ivana Pranića rečenog Balić, dok je 1709. u banderiji harambaše Ilije Bilandžića upisana obitelj Jure Pranića rečenog Batarelo.
Istovremeno, na području Ogorja, u Crivcu, zabilježena je u katastru iz 1711. obitelj Mije Pranića, dok je u austrijskom zemljišniku iz 1835. godine na tom području zabilježeno pet obitelji Pranjića.

## Poznate osobe s prezimenom Pranjić
- Danijel Pranjić, hrvatski nogometaš i reprezentativac
- Krunoslav Pranjić, hrvatski jezikoslovac

## Vanjske poveznice
- ImeHrvatsko.net
- www.ogorje.net